# Bossiaea bossiaeoides
Bossiaea bossiaeoides là một loài thực vật có hoa trong họ Đậu. Loài này được (Benth.) Court miêu tả khoa học đầu tiên.